# Dreiparteienvertrag von Ankara
Der Dreiparteienvertrag von Ankara war ein Beistandspakt zwischen der Türkei, Frankreich und dem Vereinigten Königreich. Er wurde am 19. Oktober 1939 in Ankara unterzeichnet.

## Entstehung
In der Türkei sorgte man sich wegen der italienischen Expansionsbestrebungen auf dem Balkan, der deutschen Remilitarisierung des Rheinlandes und des italienischen Abessinienkriegs um eine Verschlechterung der eigenen Sicherheitslage. Gesteigert wurden die Befürchtungen durch die deutschen und italienischen Rüstungsambitionen. 1936 konnte die Türkei im Vertrag von Montreux eine Revision der Nachkriegsordnung erreichen. Als während des Spanischen Bürgerkrieges Schiffe von unbekannten (wahrscheinlich italienischen) U-Booten im Mittelmeer und in der Durchfahrt zum Schwarzen Meer angegriffen wurden, begannen Frankreich, das Vereinigte Königreich und die Türkei mit abgestimmten Patrouillen. Die Beziehungen der Türkei zu den ehemaligen Kriegsgegnern verbesserten sich zunehmend. Die Türkei schloss 1938 einen Kredit- und Rüstungsvertrag mit dem Vereinigten Königreich ab, und nach der deutschen Zerschlagung der Tschechoslowakei im März 1939 gaben Frankreich und England ihre Appeasementpolitik auf und bemühten sich im Zuge einer Eindämmungspolitik um ein weitreichendes Bündnis in Südosteuropa. Die Türkei wollte auch ihren großen Nachbarn Sowjetunion mit einbeziehen. Nach der italienischen Besetzung Albaniens im April berief die Türkei drei Jahrgänge in ihre Armee ein. Im Mai gab dann das Vereinigte Königreich und im Juni Frankreich mit der Türkei eine Beistandserklärung mit dem Ziel eines noch auszuhandelnden multinationalen Vertrages ab. Frankreich als Mandatsmacht gestand dabei der Türkei die Provinz Hatay aus dem Völkerbundmandat für Syrien und Libanon zu.
Die Verhandlungen zum Beistandspakt zogen sich hin und mit dem deutsch-sowjetischen Nichtangriffspakt im August sowie dem deutschen Überfall auf Polen am 1. September und den Kriegserklärungen Frankreichs und des Vereinigten Königreichs beim Ausbruch des Zweiten Weltkrieges änderte sich die Situation grundlegend. Italien verhielt sich neutral und die Sowjetunion kollaborierte mit Deutschland. Der türkische Außenminister Şükrü Saracoğlu reiste noch Ende September nach Moskau, um die Sowjetunion zu einem Vertragsbeitritt zu bewegen, der den südosteuropäischen Raum (Balkan und Schwarzes Meer) stabilisieren sollte. Da sich die Sowjetunion durch den mittlerweile abgeschlossenen deutsch-sowjetischen Freundschaftsvertrag an Deutschland gebunden hatte, scheiterte dieser Versuch. Am 19. Oktober wurde der Beistandspakt zwischen der Türkei, Frankreich und dem Vereinigten Königreich unterzeichnet.

## Inhalt
Im Falle eines Angriffskrieges im Mittelmeer durch eine europäische Macht, eines Angriffs auf die Türkei oder eines Krieges, der aufgrund der französisch-britischen Garantien gegenüber Rumänien und Griechenland ausbrechen würde, wurde gegenseitiger Beistand vereinbart. In einem geheimen Zusatzprotokoll wurden umfangreiche Waffenlieferungen und Kredite an die Türkei zugesagt und die Beistandserklärung von türkischer Seite erst nach deren Erfüllung verpflichtend.

## Bedeutung
Der vorrangig gegen Italien gerichtete Vertrag erwies sich aus mehreren Gründen als unzureichend. Unter anderem konnten Frankreich und das Vereinigte Königreich nicht rechtzeitig die notwendige materielle, finanzielle und industrielle Unterstützung für die Türkei während des Sitzkrieges leisten, und es wurde keine gemeinsame politische und keine militärische Strategie entwickelt. Die Türkei blieb formal Verbündeter aber bis 1945 nonbelligerent. Im Juni 1941 gelang es Deutschland nach dem Balkanfeldzug den deutsch-türkischen Freundschaftsvertrag abzuschließen.